# Li Ling (pesista)
Li Ling (李玲S, Lǐ LíngP; Liaoning, 7 febbraio 1985) è una pesista cinese.

## Palmarès
| Anno | Manifestazione  | Sede     | Evento         | Risultato | Misura  | Note                          |
| ---- | --------------- | -------- | -------------- | --------- | ------- | ----------------------------- |
| 2006 | Mondiali indoor | Mosca    | Getto del peso | 13ª       | 16,94 m |                               |
| 2006 | Giochi asiatici | Doha     | Getto del peso | Oro       | 18,42 m |                               |
| 2007 | Mondiali        | Osaka    | Getto del peso | Bronzo    | 19,38 m | Miglior prestazione personale |
| 2008 | Mondiali indoor | Valencia | Getto del peso | 13ª       | 17,76 m |                               |
| 2008 | Giochi Olimpici | Pechino  | Getto del peso | 12ª       | 17,94 m |                               |
| 2010 | Giochi asiatici | Canton   | Getto del peso | Oro       | 19,94 m | Miglior prestazione personale |
| 2011 | Mondiali        | Taegu    | Getto del peso | 5ª        | 19,71 m |                               |
| 2012 | Giochi olimpici | Londra   | Getto del peso | Bronzo    | 19,63 m |                               |
| 2013 | Mondiali        | Mosca    | Getto del peso | 6ª        | 18,39 m |                               |